# Marjo

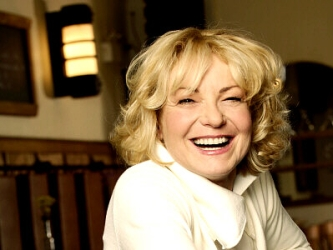
Marjo

Marjo (* 2. August 1953 in Montréal; eigentlich Marjolène Morin) ist eine frankokanadische Rocksängerin und Komponistin.
Marjo ist das zweitälteste von sieben Kindern. Sie arbeitete zunächst als Model, bis sie 1975 in der Musikkomödie Tout chaud von François Guy sang. 1979 stieß sie zur Gruppe Corbeau und war somit der erste weibliche Sänger in einer Québecer Rockgruppe. 1984 verließen Marjo und Jean Millaire die Gruppe, was letztlich das Ende der Gruppe Corbeau bedeutete. 1986 erschien Marjos erstes Album Celle qui va. Nach den rockigen Liedern in den 1980er Jahren sang sie zunehmend auch Balladen.

## Diskografie

### Alben
- 1986: Celle qui va
- 1990: Tant qu’il y aure des enfants
- 1995: Bohémienne
- 1998: Bootleg blues
- 2001: Sans retour

## Auszeichnungen
- 1987
  - Félix Interprète féminine de l’année
  - Félix Album de l’année – Rock (Celle qui va)
  - Félix Spectacle de l’année (Celle qui va)
  - Félix Chanson populaire de l’année (Chats sauvages)
- 1991
  - Félix Chanson populaire de l’année (Je sais je sais)
  - Félix Album de l’année – Rock (Tant qu’il y aura des enfants)
  - Félix Spectacle de l’année – Rock (Tant qu’il y aura des enfants)
  - Félix Vidéoclip de l’année (Je sais je sais)

| Personendaten    | Personendaten                                 |
| ---------------- | --------------------------------------------- |
| NAME             | Marjo                                         |
| ALTERNATIVNAMEN  | Morin, Marjolène (wirklicher Name)            |
| KURZBESCHREIBUNG | frankokanadische Rocksängerin und Komponistin |
| GEBURTSDATUM     | 2. August 1953                                |
| GEBURTSORT       | Montréal, Québec, Kanada                      |